# ILiad

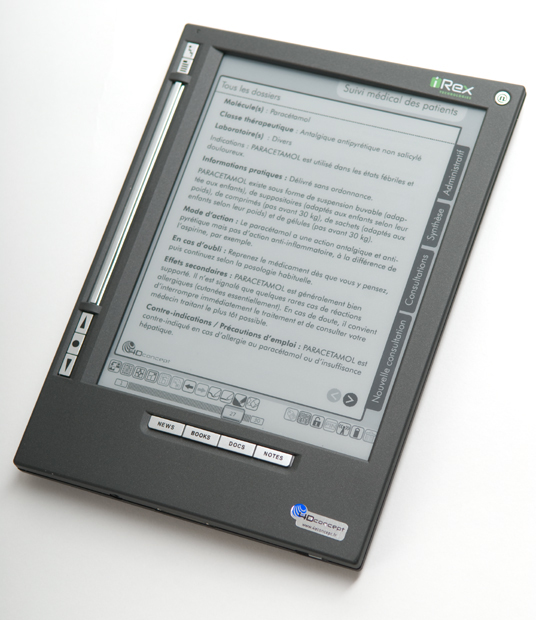
iLiad készülék, iRex Technologies

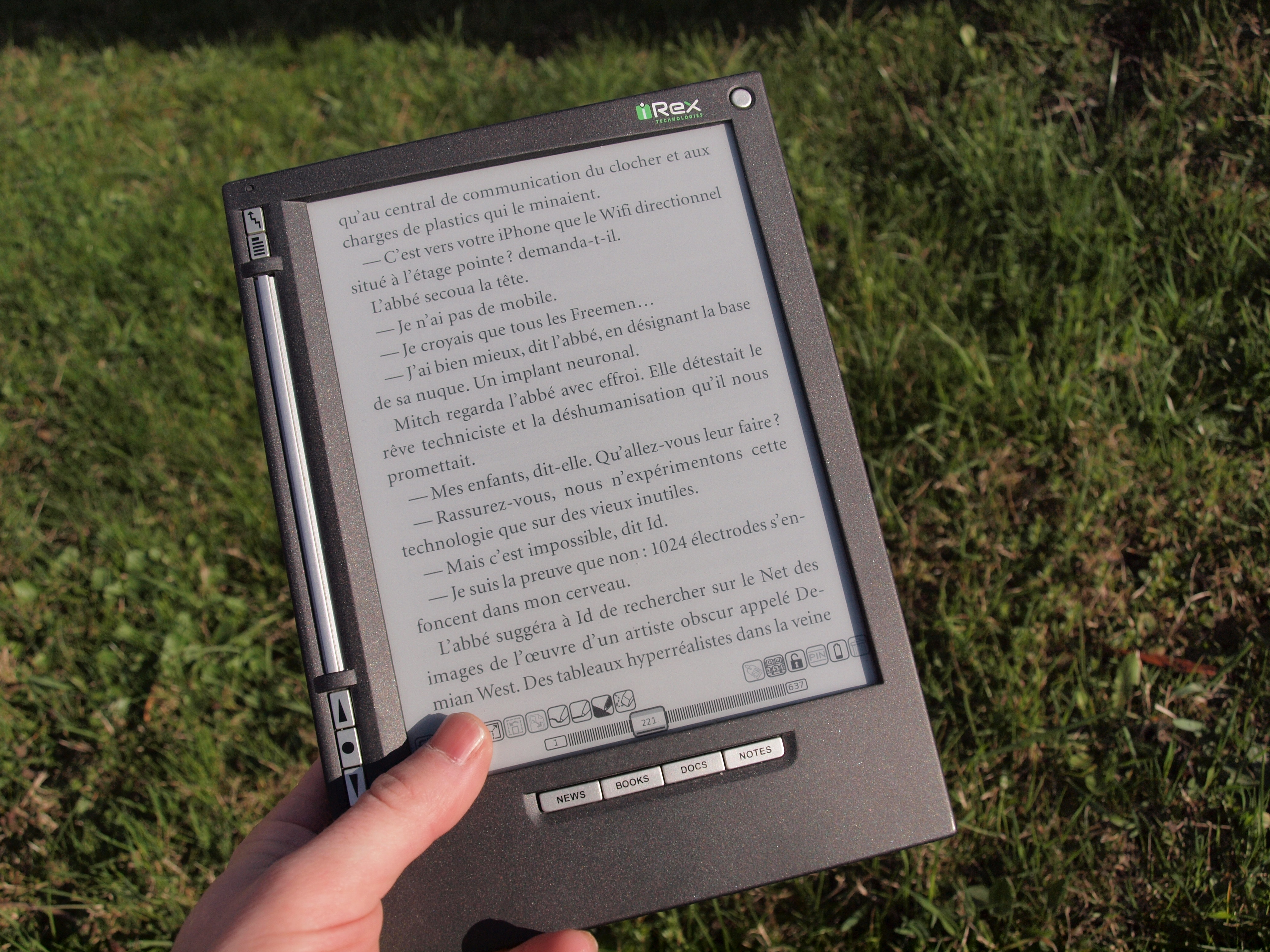
Egy iLiad napfényben

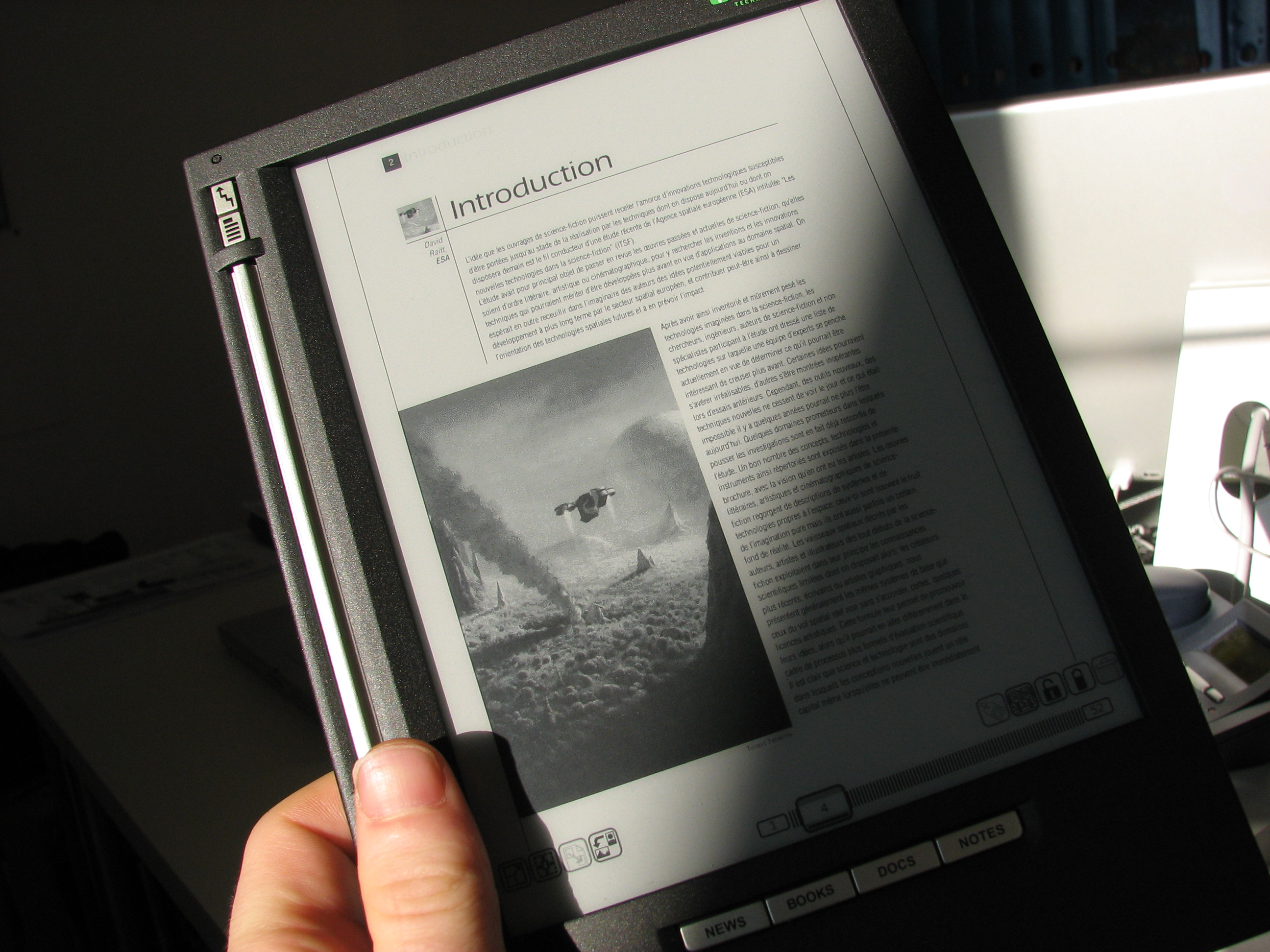
Az iLiad elektronikus papír kijelzője (nagyfelbontású kép)

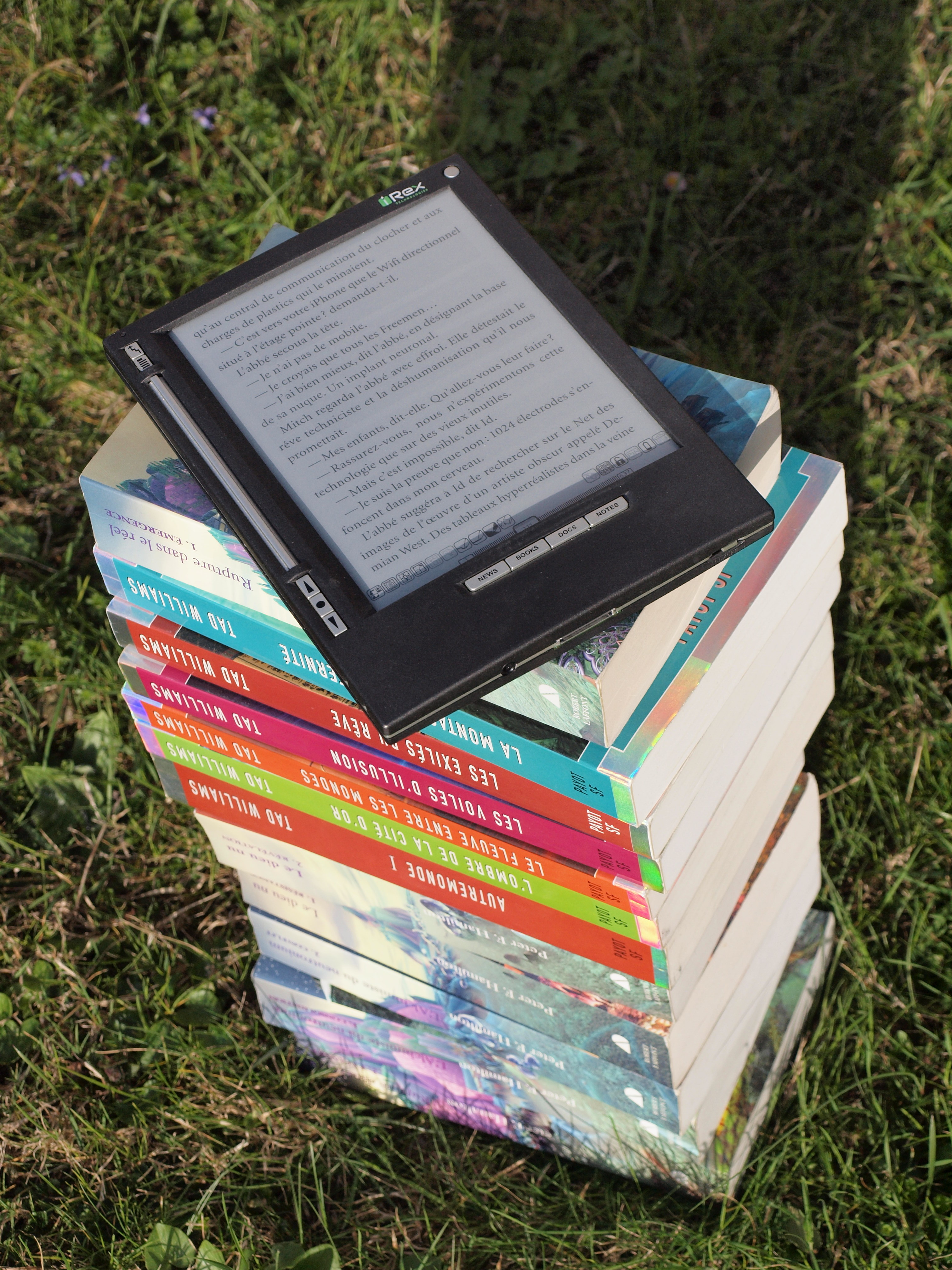

Az iLiad (a szó az Iliász angol elnevezése) egy elektronikus könyvolvasó készülék, elektronikus papír megjelenítővel. Ez a készülék nem csak a dokumentumok olvasását teszi lehetővé, hanem a jegyzetek készítését is; integrált érintőképernyője van, a Wacom Penabled technológia segítségével a képernyő jegyzettönbként is használható és a jegyzeteket az adott dokumentumhoz lehet csatolni. A jegyzeteket egy (asztali) szoftver segítségével be is lehet illeszteni a dokumentumba. Az eszközre USB kábel, SD kártya vagy WLAN segítségével lehet dokumentumokat feltölteni. A kezelt formátumok: PDF, HTML, XHTML, TXT, JPG, BMP, PNG és PRC.
2006 júliusában került forgalomba, bevezető ára 649 € volt az európai, 699 amerikai dollár az amerikai piacon. 2007-ben jelent meg az ER0150 jelű modell, 2008-ban követte az ER0141, amely Wi-Fi képességekkel és kiegészítő USB, LAN, SD- és CF-kártya interfészekkel is fel volt szerelve. 2010-ben megszűnt az iLiad forgalmazása, ugyanis a gyártó, az iRex, a holland Philips-ből levált cég, fizetésképtelenné vált.

## Technikai adatok
- Méret: 155 mm × 216 mm × 16 mm
- Súly: 390 g
- Működési idő: 21 óra
- Képernyő:
  - 8,1 inches (20,6 cm) képátlójú kijelző (A6 papírméret)
  - felbontás: 768 × 1024 pixel (160 dpi)
  - 16 szürkeárnyalat
- Akkumulátor: Li-ion, belső, tölthető
- USB port
- CompactFlash Type II foglalat
- Multimedia card/SD kártya foglalat
- 3,5 mm-es sztereó audiokimenet (mini-jack)
- LAN: 100 Mbit/s Ethernet (via travel hub)
- Wi-Fi: 802.11 g Wi-Fi (csak az ER0141 modellben)
- Érintésérzékelő: integrált Wacom® Penabled® szenzorréteg
- Processzor: Intel XScale, 400 MHz
- Memória:
  - RAM: 64 MiB
  - Flash: 256 MiB belső
- Operációs rendszer: Linux-alapú (2.4 kernel)